# Suimanga de Bocage
El suimanga de Bocage (Nectarinia bocagii) és un ocell de la família dels nectarínids (Nectariniidae).

## Hàbitat i distribució
Habita els boscos de les terres altes del centre d'Angola i sud de la República Democràtica del Congo.